# Педали (Козенца)
Педали је насеље у Италији у округу Козенца, региону Калабрија.
Према процени из 2011. у насељу је живело 30 становника. Насеље се налази на надморској висини од 642 м.